# Severo de Rustan
Severo (Sever, Severus o Sévère) (f. c. 502) era un gran terrateniente de una familia noble de Bigourdan.
Su fiesta tiene lugar el 1 de agosto.

## Biografía
Conocemos algunos elementos de su vida gracias a Gregorio de Tours que elogió dos grandes virtudes del santo: el amor a la pobreza y la caridad. Fue ordenado sacerdote en el siglo V de una parroquia de Bigorre. Construyó dos iglesias a unas treinta millas de distancia donde dio la misa y la llenó de reliquias de santos. Se dice que colocó su tumba en una de estas iglesias.

## Posteridad
Fue canonizado y sus reliquias se llevan a la iglesia de Rustan que cambió su nombre después de esta deposición.
Su tumba, un sarcófago de mármol negro, atrajo a muchos peregrinos y un monasterio fue fundado en fecha incierta, alrededor del año 800 por monjes benedictinos. Sus retsps actualmente residen en la Abadía de Saint-Sever-de-Rustan.

## Leyenda
Solía atar lirios juntos cuando comenzaban a florecer y colgarlos en la pared. Entre los milagros que se le atribuyen, el más famoso es el de estos lirios secos frente a su tumba que vuelven a la vida en cada fecha aniversario de su muerte. En 1753, este milagro se inscribió en el ábside de la abadía de Saint-Sever-de-Rustan.